# Molino de Ferrando
El molino de Ferrando o del Marqués (en valenciano Molí de Ferrando o del Marqués) es un antiguo molino hidráulico ubicado en Paterna (Valencia, España). Se encuentra en la zona del Testar y sobre el brazo de la Uncía de la acequia de Moncada, muy cerca del Molino de la Vila. Sus denominaciones provienen de las familias que lo han poseído, conociéndose también ocasionalmente como molino del Martinet Está incoado como bien de relevancia local. El molino de Ferrando, se han restaurado, junto con el de La Escaleta, para albergar un restaurante y sala de bodas.

## Historia
El molino de Ferrando es uno de los tres que están documentados en Paterna antes de la primera aparición del «molí nou» (‘molino nuevo’) en 1658, siendo los otros dos el Molino de la Vila y el Molino del Batán. Así, aunque su época de fundación no puede documentarse, se sabe que ya debió existir durante el siglo xvii. Todo el complejo estuvo abandonado hasta finales de la década de 2000.

## Descripción
Ubicado sobre el brazo de la Uncía de la acequia de Moncada, conforma tres instalaciones que tuvieron usos diferentes: un martinete para metalurgia, un molino harinero y un batán para tejidos. Los edificios son de muy diferente tipología pues se fueron aglomerando a lo largo de los siglos. Históricamente debió ser un molino de cuatro ruedas. El canal del molino se dirige hacia un edificio de aspecto fabril, con tres alturas y cubierta a dos aguas; dado que se trata de una tipología típica de finales del siglo xix, debe tratarse de una ampliación a partir de un molino primitivo de menor potencia.